# Zimní stadion Olomouc
Zimní stadion Olomouc je sportovní stadion, který se nachází v moravské Olomouci. Své domácí zápasy zde odehrává klub ledního hokeje HC Olomouc. Na stadionu působily kluby Křídla vlasti Olomouc a Tankista Praha. Jeho maximální kapacita dosahuje 5 500 diváků. Stadion byl zbudovaný v roce 1948.

## Historie
Původní Zimní stadion se otvíral 25. ledna 1948 jako sedmá umělá plocha v republice. Stadion byl postaven, jako dřevěný, byly i dřevěné lavice, hlavní tribuna byla na sezení, druhá strana a za brankami zase na stání. Tribuny byly kryté, střecha nebyla pouze nad ledem. Vybavení obsahovalo pěkný bufet, šatny, sociální zařízení i pro veřejnost, která mohla denně bruslit. 
V roce 1967 byla postavena stropní konstrukce, která stojí dodnes (byly postaveny sloupy a střecha, ovšem nebyly boční stěny). Stavitelem byl Profesor Lederer. Navrhl příhradovou konstrukci vzhledem k rozponu a technologii stavby tak, že už se nedá víc zatěžovat, proto na ni nejde zavěsit multimediální kostka, která nyní je běžná na jiných stadionech. 
V roce 1980 započala rozsáhlá rekonstrukce a roku 1982 byly tribuny a vnitřní část se zázemím konečně postaveny. Na přestavbě se podíleli bývalý hráč a tehdejší trenér Matouš Vykoukal společně s bývalým spoluhráčem Josefem Sršněm a dalšími lidmi z pozemních staveb Olomouc.
V roce 2006 byla rekonstruována  ledová plocha, v letech 2009, 2010 a 2011 pouze drobné rekonstrukce havarijního zázemí stadionu.
V roce 2021 byla provedená výměna střechy.

## Vybavení
- Hala má čtyři vestibuly pro vstup. Vstupy jsou na krátkých stranách v rozích objektu. Stadion disponuje dvěma bufety v prvním patře, v přízemí je restaurace s výhledem na ledovou plochu, ve vestibulu u vrátnice je útulný bar "Skleněnka". V patře jsou 4 zrekonstruované toalety.
- Časomíra:	Diodová časomíra Nisasport Elektronik s opakovačem (rok pořízení 2011)
- Rolba:	ZAMBONI, model 552 Elektrik (rok pořízení 2006)

## Doprava

### Tramvaj
Z hlavního vlakového nádraží tramvají č. 2, 4, 6, 7, z hlavního autobusového nádraží tramvají č. 4 (vše směr centrum – zastávky U Sv. Mořice nebo Tržnice). Vystoupit na zastávce Palackého nebo Náměstí Hrdinů (7. až 9. zastávka podle vybrané trasy). Stadion je cca 200 m směr ulice Palackého a Pöttingova, nebo Legionářská a Hynaisova.

### Auto
Hala stadionu Olomouc se nachází v samém středu města Olomouc. Proto doporučujeme využít spíše služeb MHD nebo chůzi. Parkoviště před stadionem je v průběhu utkání Tipsport extraligy uzavřené.
Parkování je možné na parkovišti v ul. Legionářská, které je zpoplatněné pouze ve všední dny od 9 do 18 hodin. Hodina parkování stojí 30 Kč, parkovací lístky lze zakoupit v automatu přímo na parkovišti.

## Zajímavosti
- V roce 2009 byl stadion vyhlášen, jako "Ostuda města Olomouce".[4]
- Stadión má mezi olomoučany různé přezdívky, říkají mu Kohoutí plecharéna, Kurník, Plecharéna nebo také někdy Plechárna. [5]
- V roce 2019 byla odhlasována rekonstrukce. Rada města odsouhlasila, že stadion přestaví na moderní multifunkční halu podle projektu z roku 2012, jehož autorem je architekt Robert Štefka. [6]